# Lagaekasteeltje

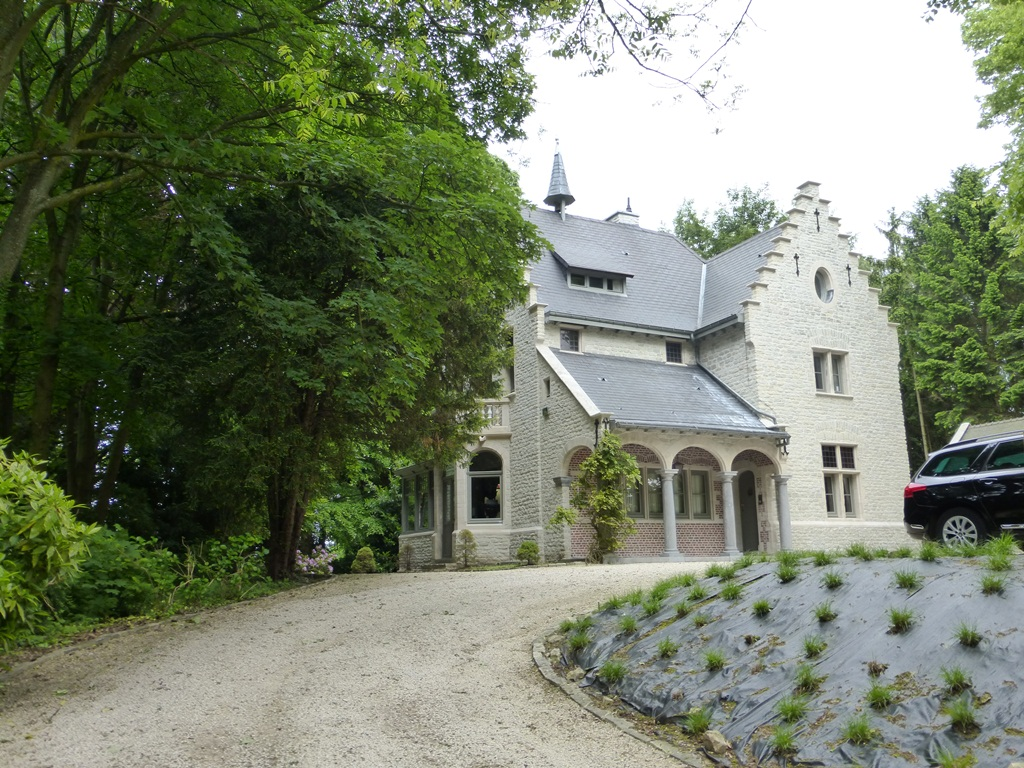
Lagaekasteeltje

Het Lagaekasteeltje is een kasteeltje in de tot de Vlaams-Brabantse gemeente Zaventem behorende plaats Sterrebeek, gelegen aan de Mechelsesteenweg 333.
Het kasteeltje is feitelijk een villa in neotraditionalistische stijl, ontworpen door de latere bewoner, de beeldhouwer Jules Lagae. Het betreft een kasteeltje in traditionalistische stijl met trapgevels. De toegang bevindt zich onder een arcade. Op een der daken staat een klokkenruitertje.